# Cine de ficheras

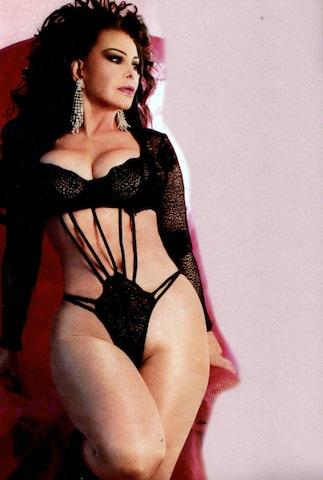
Rossy Mendoza, fotografiada alrededor de 2010, una histrionisa que perteneció y participó en este periodo del cine. Como se aprecia, las artistas de esta época solían llevar atuendos reveladores que mostraran y realzaran su atractivo sexual.

El cine de ficheras fue un periodo en el cine mexicano, que comenzó en 1975 con el estreno de las películas Bellas de noche y Tívoli, y concluyó al final de la década de los ochenta. El término «fichera» hace referencia a una mujer que ejerce la prostitución o se desempeña como bailarina exótica, terminología empleada como parte de la jerga mexicana. Este ciclo de películas han sido asociadas al género del sexploitation.
Conocidas como «sexicomedias» o «películas eróticas mexicanas de comedia», se distinguían por ser filmes que integraban la comedia erótica y la explotación, abusando de recursos como el albur, lenguaje soez, los desnudos y el sexo. Por todo lo anterior, así como por su baja calidad en guiones e historias,  este ciclo cinematográfico se cataloga como el peor en la historia de México. Aunado a esto, en años posteriores también se criticó la sexualización y la violencia contra la mujer retratada en varias de estas cintas. El Festival Internacional de Cine de Morelia la clasifica como una etapa de crisis en el cine, describiendo sus producciones como «demasiado malas para ser tomadas en serio».
En este lapso cinematográfico también fueron introducidos el cabrito western y el mexploitation, géneros cinematográficos centrados en presentar temáticas explícitas y violentas relacionadas con la inmigración mexicana ilegal en Estados Unidos y el narcotráfico.

## Etimología
En el lenguaje coloquial mexicano, se conoce como «fichera» a una mujer que frecuentaba los cabarets de baja categoría para bailar y acompañar a los clientes. Si lograba que un cliente consumiera una bebida, la mujer recibía una «ficha» canjeable por dinero a la hora del cierre. En México, el término comenzó a emplearse para referirse a estas mujeres desde los años 1930, cuando comenzó una invasión de cabarets y centros nocturnos en una Ciudad de México visiblemente más cosmopolita. El oficio de fichera solía asociarse con la simple prostitución, pero el cine mexicano ha manejado cierta ambigüedad en la relación de ambas actividades, en tanto -teóricamente- una «fichera» podría ofrecer servicios sexuales al cliente del cabaret o abstenerse de ello, dependiendo de su voluntad. 
Cabe destacar que anteriormente, el oficio de la fichera era representado como el cénit de la denigración de la mujer y su fracaso en la sociedad, siempre ligado con el sufrimiento y la tragedia al asociarse con el meretricio. Con la ascensión de las ficheras en el cine de los años 70 como las nuevas «reinas de la noche» que desplazaban a las antiguas rumberas, esta condición va a cambiar y la imagen cinematográfica de la «fichera» va a sufrir algunas modificaciones, aunque los valores ligados a su condición de mujeres sigan siendo los mismos.

## Historia
Bastó un sexenio para que la industria cinematográfica mexicana apoyada por el Estado durante el sexenio del presidente mexicano Luis Echeverría Álvarez se desplomara ante la inercia e indiferencia de los nuevos funcionarios encargados de continuar con la labor cinematográfica. En 1976, el presidente José López Portillo nombró a su hermana Margarita López Portillo como Directora de Radio, Televisión y Cinematografía (RTC), pero la labor de esta funcionaria resultó desastrosa.
Con la meta de «propiciar un retorno al cine familiar y regresar a la época de oro», la administración de López Portillo desmanteló las estructuras de la industria cinematográfica estatal creadas un sexenio antes. Se trató de internacionalizar forzosamente al cine mexicano trayendo a directores extranjeros a filmar en el país, mientras se retiraba ayudas a los directores que habían producido filmes de éxito en el sexenio anterior. Para colmo, el presupuesto oficial para el cine mexicano desapareció en el mar de la deuda externa. Mientras tanto, aprovechando un cambio favorable en las políticas de exhibición, surgió una nueva industria cinematográfica de capitales privados, la cual en pocos años se adueñó del mercado mexicano. Esta industria -caracterizada por producir películas de bajo costo, en muy poco tiempo y con escasa calidad- prosperó y se enriqueció durante poco más de una década.
En el panorama internacional, a partir de los años 60, la sexualidad comienza a aparecer en la pantalla cinematográfica con mayor desenvoltura y creatividad. El erotismo y el desnudo se hacen presentes de diversas formas en géneros como los nudies americanos, y en filmes alemanes, italianos y franceses de temática erótica. Las temáticas y representaciones de algunos de estos tipos de cine que se difundían en México a pesar de la censura influirían de cierta manera en escenarios, personajes y tendencias del género de ficheras, como el caso de la commedia all'italiana en su versión erótica, bautizada como commedia sexy all'italiana de dicha época. 
Además de estos factores, en la década de los setenta, la Ciudad de México vive una nueva época de oro de la vida nocturna, con aparición de discotecas y cabarets, gracias -en gran parte- a la desaparición de entes como la Liga de La Decencia. La capital del país, una de las urbes más pobladas y con mayor desarrollo económico de América Latina, era terreno fértil para el espectáculo de cabaret, el teatro de carpa y variedad, el vaudeville y otros shows donde se tornaba común las mujeres ligeras de ropa, los albures (chistes de doble sentido) y chistes de tipo sexual.

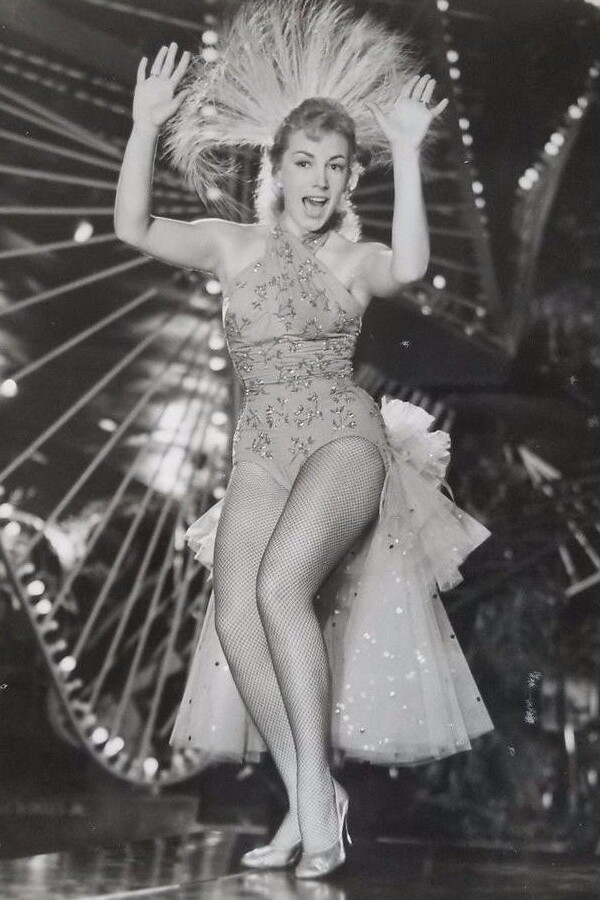
El periodo del cine de ficheras es considerado como una continuación al cine de rumberas, un género cinematográfico de la Época de Oro del cine mexicano, en cuyas cintas algunas mujeres se dedicaban a la vida galante. Fotografiada, Evangelina Elizondo durante una presentación en el cabaré Tropicana, c. 1950.

En 1975, se produce una película inspirada en el viejo cine de rumberas de las décadas de los 40's y 50's, el cabaret, la vida nocturna y el vedettismo: Bellas de noche (Las ficheras). Esta película estaba inspirada en la obra teatral Las ficheras, producida un año antes por el comediante Víctor Manuel «El Güero» Castro. 
Aunque la película Bellas de noche se considera oficialmente la primera película del cine de ficheras, el tema de las vedettes y el teatro de revista ya había sido retratado en cine con anterioridad en la película Tívoli, dirigida por Alberto Isaac en 1974.
Al igual que el cine de rumberas, el cine de ficheras cultivaba con frecuencia el melodrama y basaba sus argumentos en las mujeres de la vida nocturna y el cabaret, pero desde un contexto muy distinto, pues la censura cinematográfica se había relajado y el cine internacional también producía cintas mostrando la revolución sexual de la década de 1960. Pero a diferencia del cine de rumberas, el cine de ficheras ya no privilegiaba los números musicales ni de baile sino que utilizaba los desnudos explícitos y frecuentes para atraer público a sus taquillas. La diferencia clave radicó en la «libertad» para destapar el cuerpo femenino, que todavía treinta años antes se «resguardaba» en las plumas coloridas, las colas de cha-cha-chá y las mangas anchas que parecían ya anacrónicas para la generación de 1970.

## Géneros cinematográficos

### Cabrito western y mexploitation
En esta época, aunado a las ficheras, surgieron los géneros cinematográficos cabrito western y mexploitation, que obtuvieron notabilidad por sus historias que presentaban temas como la inmigración mexicana ilegal en Estados Unidos y el narcotráfico, combinado con escenas explícitas de violencia, sexo, muerte, desnudos, y drogas. Algunos títulos que resaltaron estos géneros incluyen; Deportados (1977), La banda del carro rojo (1978), Contrabando y traición (1977), Pistoleros famosos (1981), ¡Que viva Tepito! (1981), Lola la trailera (1983), La caravana de la muerte (1985), Robachicos (1986), Ratas de la ciudad (1986), La Muerte del Federal de Caminos (1987), y Lamberto Quintero (1987).

## Declive
A inicios de la años ochenta, el periodo de las ficheras comenzó a perder interés entre sus espectadores por un doble fenómeno: el resurgimiento del cine dramático mexicano y el cambio de gustos del público (pues buena parte de éste creía al género de ficheras un desperdicio de dinero) y, sobre todo, la desaparición de los cabarets en la Ciudad de México (que fueron desplazados por los table dances). Esto último causó que varias de las «ficheras» en la vida real perdieran sus puestos de trabajo, restando realismo a las tramas y tornando anacrónico al género. Además, la llegada de nuevas tecnologías como la cinta de video y la televisión por cable permitían al público mexicano acceder más fácilmente a producciones extranjeras de contenido erótico, restando aún más mercado al cine de ficheras, cuyas últimas cintas típicas se consideran Rumbera caliente y El diario íntimo de una cabaretera, ambas de 1989.

### Eventos posteriores
En la década de 1990, se intentó continuar con el género, pero no logró adquirir la popularidad esperada debido al surgimiento de un nuevo período conocido como El Nuevo cine mexicano.
De esta breve continuación, sobresalió la cinta Curados de Espanto de 1992, por una escena en la que se realiza un chiste de humor negro sobre vampiros, judíos y Adolf Hitler, que se viralizó a inicios de los años 2020 y se convirtió en un meme popular entre la comunidad  mexicana y estadounidense.

## Recepción
En 1982, Sasha Montenegro, una actriz italomexicana que participó en cintas de esta época, comentó que este tipo de cine era del agrado de las personas que buscaban divertirse sin tener que pensar, lo que veía como una mala costumbre. Montenegro agregó que no estaba nada de acuerdo con las producciones que se rodaban en esta época, pero las hacía porque eran parte de su trabajo y porque no había llegado ninguna nueva propuesta para hacer un cine diferente. En 2007, la misma artista dijo que estaba agradecida con este cine porque le dio trabajo a muchas personas. Además, destacó la doble moral de quienes criticaban las películas de esta época de la siguiente manera: 

A mí cuando algo no me gusta de plano no voy. Los cines se llenaban. Pasamos de un cine de luchadores y charritos a la comedia que incluía desnudos, sí, pero sólo los hipócritas nos criticaban, pero iban a vernos. Si el desnudo lo hace una actriz americana está justificado y se le llama actuación. Si lo hace una mexicana sobran los calificativos negativos.

En 2019, la actriz mexicana Norma Lazareno comentó que nunca tuvo interés en participar en el cine de ficheras por su baja calidad y porque no contrataban actrices, sino vedettes, además de añadir que solo Bellas de noche de 1975, fue la única buena producción que se hizo en el periodo de las ficheras.
En 2022, se viralizó una escena de la película Solicito marido para engañar (1988), donde la actriz Sara García tuvo una breve participación. Al haber sido una artista de la Época de Oro del cine mexicano, su intervención fue calificada como «indignante y triste» por internautas y fanáticos de la histrionisa.

## Legado
En el siglo XXI, se han realizado varias películas de bajo presupuesto directamente para video inspiradas en esta época. Comenzando desde 2012, se han producido franquicias como El Sexo Me Divierte, El sexo me da risa, El sexoservidor, y El vecindario.